# Cambefortius cavipectus
Cambefortius cavipectus là một loài bọ cánh cứng trong họ Bọ hung (Scarabaeidae).